# Diversidad sexual en Venezuela
La diversidad sexual en Venezuela se enfrenta a ciertos desafíos legales y sociales. Los homosexuales no gozan de los mismos derechos y protecciones que el resto de los ciudadanos, enfrentando dificultades en sus vidas.
Tanto la actividad sexual entre personas del mismo sexo, ya sean parejas masculinas o femeninas es legal, pero las parejas del mismo sexo y las familias homoparentales no disfrutan de las mismas protecciones legales disponibles para las parejas heterosexuales. Sin embargo en 2016 el Tribunal Supremo de Justicia interpretó el artículo 75 de la Constitución estableciendo que:

El Estado protegerá a las familias como asociación natural de la sociedad y como el espacio fundamental para el desarrollo integral de las personas. Las relaciones familiares se basan en la igualdad de derechos y deberes, la solidaridad, el esfuerzo común, la comprensión mutua y el respeto recíproco entre sus integrantes. El Estado garantizará protección a la madre, al padre o a quienes ejerzan la jefatura de la familia.

Los niños, niñas y adolescentes tienen derecho a vivir, ser criados o criadas y a desarrollarse en el seno de su familia de origen. Cuando ello sea imposible o contrario a su interés superior, tendrán derecho a una familia sustituta, de conformidad con la ley. La adopción tiene efectos similares a la filiación y se establece siempre en beneficio del adoptado o la adoptada, de conformidad con la ley. La adopción internacional es subsidiaria de la nacional..

El 25 de enero de 2017 el Consejo Nacional Electoral emitió la primera acta de nacimiento donde se reconoce la doble maternidad.

## Leyes con respecto a la actividad entre personas del mismo sexo
Los actos homosexuales por mutua voluntad y no comerciales entre personas que han superado la edad de consentimiento sexual nunca habían sido castigados desde la independencia de Venezuela, siendo junto con Bolivia los dos únicos países de Sudamérica que no criminalizaron la homosexualidad desde su formación como Estado soberano. Sin embargo, en el marco de la «ley de vagos y maleantes» (leyes de comportamiento pre-delictivas como en Europa y América Latina durante el siglo XX) la situación cambió ligeramente; En Venezuela, a diferencia de España, esta ley no se refirió expresamente a los homosexuales, aunque ocasionalmente era aplicada a los homosexuales, transgénero o transexuales que ejercían la prostitución, así como a los profesionales del sexo en general, según ha informado Amnistía Internacional. Las personas sometidas a esta legislación por «actos administrativos» podían ser puestos bajo «programas de reeducación» en «lugares especiales de confinamiento» sin juicio alguno, como también ha sucedido en muchos otros países, entre ellos España. Esta ley fue declarada inconstitucional por la antigua Corte Suprema de Justicia en 1997. La edad universal de consentimiento es a los 16 años, tanto para heterosexuales como homosexuales.
El Código de Justicia Militar de Venezuela, vigente desde 1998, tipificaba en su artículo 565 que el militar «que cometa actos sexuales contra natura» será penado con prisión de uno a tres años y separado de las Fuerzas Armadas, pudiendo ser utilizada la orientación sexual de los oficiales como motivo de destitución. Dicha norma fue anulada en marzo de 2023 tras un fallo del Tribunal Supremo de Justicia de Venezuela.

## Leyes contra la discriminación
La Constitución de Venezuela establece que «todas las personas son iguales ante la ley», prohíbe actos de discriminación «que tengan por objeto menoscabar el reconocimiento en condiciones de igualdad de los derechos de toda persona» y que «toda persona tiene derecho al libre desenvolvimiento de su personalidad»; sin mencionar explícitamente la orientación sexual, identidad de género o expresión de género, aun así, en la decisión de la Sala Constitucional del Tribunal Supremo de Justicia de 2008 se afirmó que la Constitución protege también de cualquier tipo de discriminación por orientación sexual, aunque hasta la fecha, no existe una ley ni instrumento jurídico que proteja integralmente a las personas por su orientación sexual, identidad de género o expresión de género.
Por ahora existe protección legal contra la discriminación en el ámbito laboral, arrendatario y bancario, algunas de las leyes que protegen a las personas por su orientación sexual o identidad de género se presentan a continuación:
- Artículo 4 de la Ley Orgánica del Poder Popular.[11]
- Artículo 21 de la Ley Orgánica del Trabajo y de los Derechos de Trabajadoras y Trabajadores.[12]
- Artículo 173 de la Ley de Instituciones del Sistema Bancario.[13]
- Artículo 5 y 14 de la Ley para la Regularización y Control de los Arrendamientos de Vivienda.[14]

El proyecto de Ley para la Promoción y Protección del Derecho a la Igualdad de las Personas con VIH o Sida y sus Familiares incluía la prohibición de discriminación por orientación sexual, expresión de género o identidad de género, cuando se fuera VIH positivo, pero esta mención fue eliminada de todos los artículos de la ley promulgada en 2015, e incluida en una única definición como «grupos vulnerables» incluyendo a «comunidades de sexo diverso».
Durante la realización del I Congreso Nacional sobre Derechos Humanos y Diversidad Sexual el diputado de la Asamblea Nacional, Elvis Amoroso (PSUV), aseguró que el órgano legislativo de Venezuela esperaba aprobar durante la sesión del 12 de mayo de 2015 un proyecto que reconociera oficialmente al 17 de mayo de cada año como Día Nacional de la No Discriminación por Orientación Sexual, Identidad de Género y Expresión de Género. La propuesta presentada también exhortaba a la Comisión Nacional de Telecomunicaciones que regulara los mensajes transmitidos en los medios del país que estigmaticen a las personas por su orientación sexual o identidad de género, al Ministerio de Educación que evitara la deserción escolar motivada a la discriminación, y planteaba la creación de la Dirección de Atención de la Diversidad Sexual, bajo la responsabilidad de órganos regionales y municipales; además prohibía explícitamente la discriminación por orientación sexual e identidad de género, y llamaba a la creación de leyes que protegieran a las personas gais, lesbianas, transexuales e intersexuales. Dicho proyecto no fue finalmente discutido por el Parlamento, cancelando su discusión el mismo día que sería discutido. 
Un año más tarde en 2016, luego de que cambiara la relación de fuerzas en el parlamento venezolano, con una oposición al gobierno con mayoría, se aprobó por unanimidad de los diputados opositores presentes, sin presencia de los diputados del partido de gobierno, un acuerdo para declarar el 17 de mayo como Día Nacional contra la Homofobia, Transfobia y Bifobia en todo el territorio nacional. Además el acuerdo exhorta a todos los Poderes Públicos y a la sociedad a promover la lucha contra la discriminación, violencia y negación de derechos a las personas por su orientación sexual e identidad o expresión de género, particularmente en los
ámbitos educativo, laboral, de salud, de vivienda y de seguridad personal. Se insta además a la Fiscalía General de la República a establecer mecanismos para visibilizar, investigar y perseguir los crímenes de odio, así como llama a que el Consejo Nacional Electoral permita el cambio de
nombre de las personas trans, establecido en el artículo 146 de la Ley Orgánica de Registro Civil. Por último rechaza cualquier acto de discriminación motivada por orientación sexual, identidad de género o expresión de género en la Asamblea Nacional. Sin embargo, el Tribunal Supremo de Justicia suspendió la sesión donde se aprobara el acuerdo, quedando sin efecto alguno tal declaración.
Para 2021, habiéndose constituido una nueva legislatura de la Asamblea Nacional, aunque no reconocida por la anterior presidida por Juan Guaidó y parte de la comunidad internacional liderada por Estados Unidos, se retomó el 17 de mayo como fecha para proclamar la lucha contra el odio y discriminación. Durante la sesión celebrada el 13 de mayo se realizó un exhorto a las autoridades públicas para crear políticas que luchen por la igualdad de todas las personas y en contra de la discriminación por orientación sexual, identidad y orientación de género. Además se acordó la creación de una Subcomisión para la Atención de la Comunidad LGBTI, que formará parte de la Comisión Permanente de Desarrollo Social.
En Venezuela aún está muy arraigado el fuerte rechazo hacia las personas LGBT, en particular hacia los hombres, principalmente producto de patrones culturales arraigados por generaciones; aun cuando ser homosexual en Venezuela no es ilegal (a diferencia de Guyana donde sí lo es).

## Reconocimiento de familias
No hay reconocimiento legal de las parejas del mismo sexo de manera explícita en la ley venezolana. De hecho, el matrimonio entre personas del mismo sexo no está previsto en la Constitución, ya que el artículo 77 protege al matrimonio entre un hombre y una mujer sin mencionar a las parejas del mismo sexo, aunque no prohíbe el mismo. La Ley Orgánica de Registro Civil en su artículo 118 predispone a las uniones estables de hecho como «la libre manifestación de voluntad efectuada entre un hombre y una mujer». La carta magna también ampara la maternidad y la paternidad integralmente, y la adopción está permitida sólo individualmente. Aun así, en 2011 el sub coordinador Elías Eljuri del Censo Nacional de Vivienda y Población dio a conocer que en Venezuela existían entre 4000 y 6000 parejas del mismo sexo jefes de familia.
En Venezuela, en el 2008, el Tribunal Supremo de Justicia decidió que las parejas homosexuales tienen todos los derechos, tanto civiles y políticos, como económicos, sociales y culturales, pero que la Constitución no reconoce protección especial equiparable al matrimonio, unión civil o concubinato entre un hombre y una mujer para parejas del mismo sexo, considerando que no se les puede privar de los derechos económicos y sociales, ya que hacerlo sería considerado discriminatorio y un trato de inequidad ante la ley se tomó la decisión: es la Asamblea Nacional la que puede emitir legislación que reconozca y proteja estos derechos en parejas homosexuales, estableciendo que la constitución no prohíbe el matrimonio entre personas del mismo sexo.

Bandera de Venezuela con los seis colores de la bandera LGBT.

El 31 de enero de 2014 fue consignado un proyecto de ley de matrimonio civil igualitario por iniciativa popular respaldado por 20.940 firmas recogidas en todo el territorio nacional. Este proyecto de ley que contó con el respaldo de 47 organizaciones venezolanas aún espera ser discutido en el poder legislativo, violando el artículo 205 de la Constitución que lo obligaba a ser discutido durante el período legislativo de ese año.
El 29 de enero de 2015 la organización Venezuela Igualitaria introdujo un recurso ante el Tribunal Supremo de Justicia solicitando la nulidad parcial del artículo 44 del Código Civil de Venezuela que establece que «el matrimonio no puede contraerse sino entre un solo hombre y una sola mujer», alegando que dicho artículo es discriminatorio y contradice los principios de igualdad y no discriminación establecidos en la Constitución y afirmados por la Sala Constitucional en 2008. Luego de un año y tres meses de espera, la Sala Constitucional admitió el 28 de abril de 2016 la demanda. Quedando de parte del máximo tribunal decidir a favor o en contra.
El 15 de diciembre de 2016 el Tribunal Supremo de Justicia dictó una sentencia en la que establece que en los casos de reproducción asistida donde la madre gestacional es una mujer distinta a la biológica, el niño o la niña, tiene el derecho de estar inscrito con los apellidos de sus progenitoras, resolviendo en relación con un caso donde una de las madres había sido asesinada, dejando a su hijo y a su pareja desprotegidos en un vacío legal por la falta de legislación al respecto en Venezuela. Además en la misma sentencia se interpretó el artículo 75 de la Constitución, el cual define ampliamente a la familia como la asociación natural de la sociedad y como el espacio fundamental para el desarrollo integral de las personas, determinando que la jefatura de las familias pueden ejercerlas las parejas homosexuales, y por ende el Estado brindará protección sin distinción a la forma de conformación de la familia, incluyendo a los niños, niñas y adolescentes nacidos en familias homoparentales, gozando de todos los derechos y garantías consagradas a favor de las personas en el ordenamiento jurídico al igual que cualquier otro niño. El 25 de enero de 2017 el Consejo Nacional Electoral emitió la primera acta de nacimiento donde se reconoce la doble maternidad, en cumplimiento de la decisión judicial.

## Leyes sobre la identidad de género

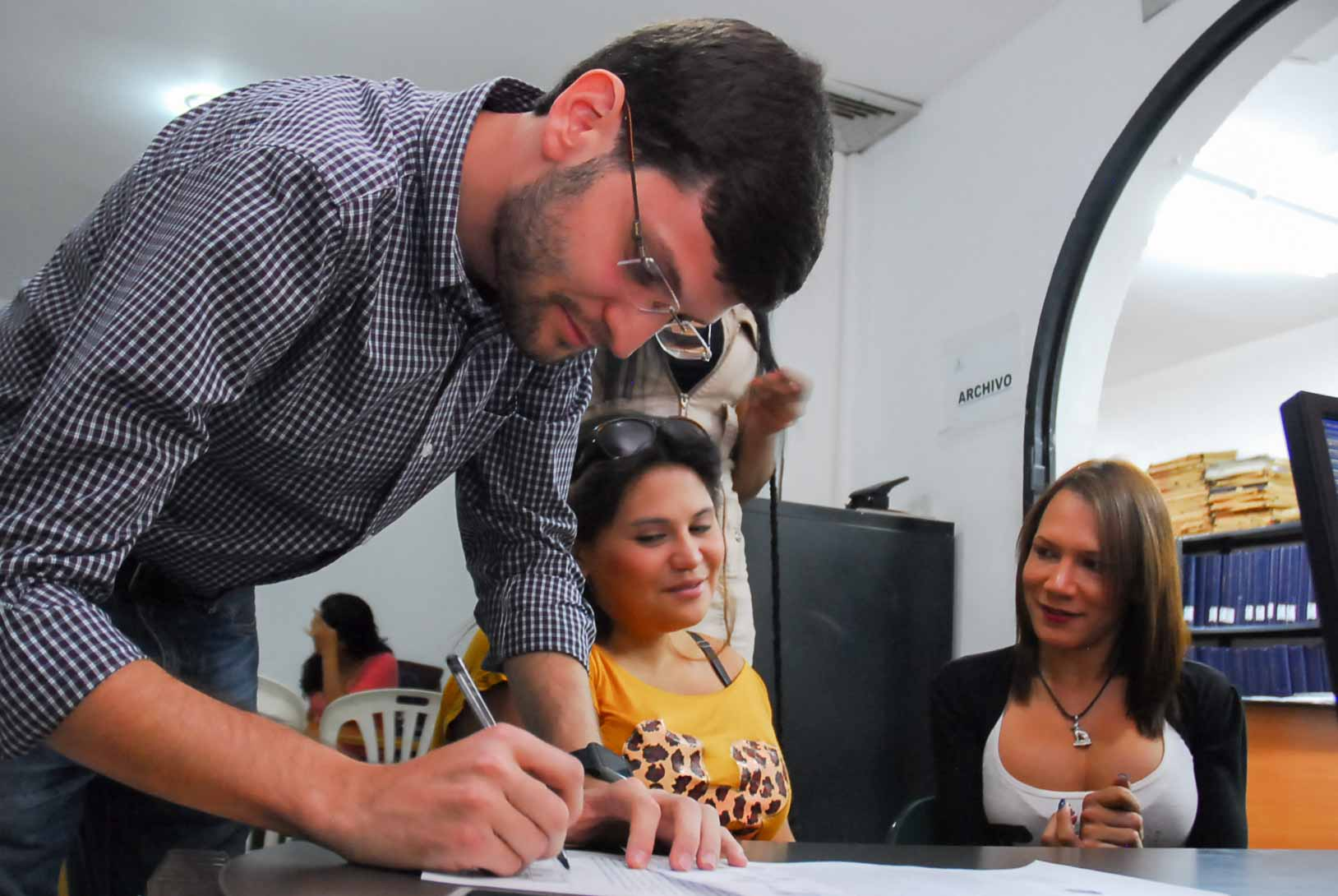
Matrimonio entre una mujer transgénero y una lesbiana en el Municipio Chacao, Miranda

En Venezuela no existe ningún instrumento jurídico que proteja a las personas por su identidad de género o expresión de género. No existe regulación sobre el cambio de sexo o nombre legal en el país, y estos procesos se prohíben de facto.
La Ley Orgánica de Registro Civil en su artículo 146 reglamenta el cambio de nombre propio, estipulando que «toda persona podrá cambiar su nombre propio cuando este no se corresponda con su género, afectando así el libre desenvolvimiento de su personalidad», pero no se tiene registro de solicitudes de personas trans que hayan sido aprobadas, siendo normalmente estas desechadas.  
Aprovechando la ausencia de una ley de identidad de género que permita modificar el sexo registral de una persona, en 2016 en el municipio Chacao una mujer transgénero y otra lesbiana pudieron registrar su unión estable de hecho, al ser la primera de ellas reconocida en su cédula de identidad aún como hombre, dándole validez legal como una unión heterosexual, siendo la primera unión de este tipo entre dos personas con identidad de género femenino.
En el 2017 el Tribunal Supremo de Justicia de Venezuela admitió una acción constitucional que pretende el cambio de nombres y de género de un grupo de personas.
Según el fallo «cada caso será analizado individualmente», solicitándole a las partes involucradas «copia certificada de actas de nacimiento y un informe psiquiátrico y psicológico suscrito por un especialista que demuestre la veracidad de la identidad sexual pretendida». Sin embargo, el Tribunal hasta ahora no ha otorgado el cambio de nombre y sexo registral a las personas involucradas en la acción constitucional.

## Opinión pública y situación actual

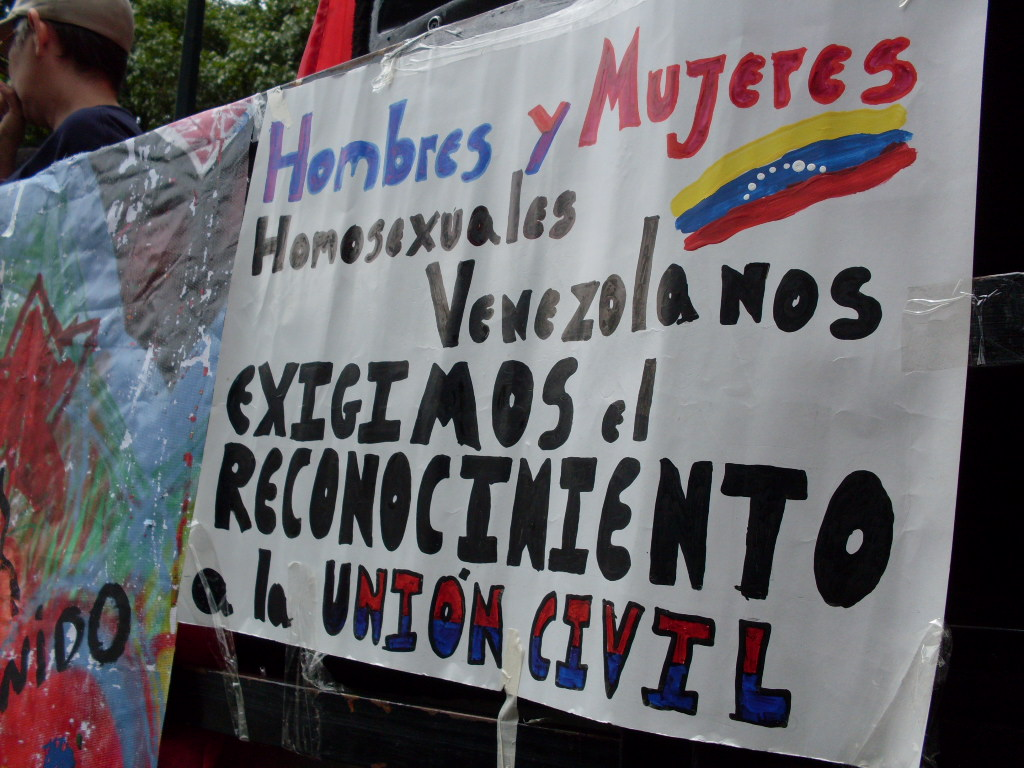
Afiche exigiendo el reconocimiento de la unión homosexual en Venezuela.

En el proyecto «Hacia una construcción colectiva de políticas públicas en derechos y salud sexual y reproductiva en la República Bolivariana de Venezuela» publicado por la Asociación Venezolana para una Educación Sexual Alternativa (AVESA), Acción Ciudadana Contra el SIDA (ACCSI) y Aliadas en Cadena en enero del 2015, se dieron a conocer los resultados de un conjunto de encuestas relacionadas con la diversidad sexual realizadas en Venezuela. En cuanto al derecho a la igualdad y la no discriminación por razones de orientación sexual e identidad de género, el 77 % de los encuestados asegura que no se sentiría avergonzado de tener un hijo gay, un 76 % aseguró lo mismo con una hija lesbiana, un 77 % de un hijo o hija transexual y un 79 % de un hijo o hija bisexual. Un 83 % condena acciones discriminatorias y de rechazo hacia las personas transexuales.
Esto contrasta con un 66 % de rechazo al matrimonio igualitario, así como un 61 % y 57 % de personas que opinaron que los transexuales y homosexuales no tienen derecho a tener hijos, respectivamente. En cuanto al trabajo, una amplía mayoría del 88 % de los encuestados reconoce al derecho de las personas gais, lesbianas, bisexuales y transexuales a tener un empleo digno. Aunque, 50 % rechaza que el Estado reconozca legalmente el nombre elegido por una persona transexual. En las elecciones parlamentarias de 2015 resultaron elegidos como suplentes por la Mesa de la Unidad Democrática, la primera diputada trans del país Tamara Adrián y el primer diputado abiertamente gay Rosmit Mantilla.

## Eventos LGBTI en el país
En Venezuela se realizan marchas LGBTI durante el mes de junio en Ciudad Guayana y Ciudad Bolívar (estado Bolívar), en Calabozo y Altagracia de Orituco (estado Guárico), en Porlamar (estado Nueva Esparta), Maracaibo (estado Zulia) y la marcha nacional en Caracas (distrito capital) donde se cierra todo un mes de actividades públicas y se convoca a miles de personas provenientes de todos los rincones del país. Estas acciones cuentan con una mediana proyección en medios de comunicación impresos, radiales y televisivos. Cabe destacar que en Carúpano (estado Sucre) se celebra una Gala Gay de Carnaval denominada "La Noche de las Luciérnagas" siendo uno de los eventos con mayor arraigo social en esa comunidad y que cuenta con gran participación de la población local.